# Шмихел-при-Жужемберку
Шмихел-при-Жужемберку (словен. Šmihel pri Žužemberku) — поселення в общині Жужемберк, регіон Південно-Східна Словенія, Словенія. Висота над рівнем моря: 273,8 м.